# Image and Scanner Interface Specification
 (novembre 2011).
Pour les articles homonymes, voir Isis (homonymie).
ISIS (Image and Scanner Interface Specification) est un protocole informatique standard destiné au contrôle logiciel des scanners de document. ISIS a été développé par Pixel Translations en 1990 (aujourd'hui EMC captiva). ISIS est propriété de cette société privée et nécessite de payer des droits (runtime) pour pouvoir l'utiliser. De même, un droit par scanner (driver) doit également être payé en fonction du type de scanner.

## Description
ISIS est une norme ouverte pour le contrôle des scanners et un cadre de travail complet sur le traitement d'image.
Maintenant appuyée par un grand nombre d'éditeurs d'applications et de constructeurs de scanners, et en passe de devenir une norme industrielle de fait, ISIS permet aux développeurs de construire de très complexes systèmes de capture d'images rapidement et de manière fiable en utilisant n'importe quel pilote certifié ISIS.
ISIS est modulaire : il permet aux applications de contrôler directement les scanners, d'utiliser les routines intégrées aux scanners et de gérer automatiquement la plupart des situations.
ISIS est souple : en utilisant une interface basée sur un message et des balises, il peut s'étendre de manière simple et compatible. Cela signifie que les caractéristiques, les opérations et les formats qui n'existent pas encore peuvent être ajoutés comme vous le souhaitez sans attendre une nouvelle version du cahier des charges ou des spécifications.
Enfin, ISIS est une spécification complète : il répond à toutes les questions qu'une application utilisant un scanner peut se poser. Cela inclut des tâches telles que la sélection, l'installation et la configuration d'un nouveau scanner, des paramètres spécifiques à ce dernier, la numérisation, la lecture et l'écriture de fichiers ainsi qu'une mise à l'échelle rapide de l'image, la rotation, l'affichage et l'impression. Les pilotes ISIS ont également été écrit pour traiter les données en amont en effectuant des opérations telles que la conversion en niveaux de gris de l'image.
ISIS excelle à faire fonctionner des scanners à leur vitesse nominale ou au-delà. Elle le fait en établissant un lien entre les pilotes (driver) dans un tuyau (pipe) de sorte que les flux de données en provenance du pilote de scanner et à destination d'un pilote de compression, d'un pilote d'emballage (packaging), d'un fichier, d'un afficheur (viewer), ou d'une imprimante dans un flux continu, le plus souvent en utilisant un tampon mémoire d'une fraction inférieure à la taille nécessaire à l'image entière. Parce que les pilotes ISIS sont disposés en un tuyau (pipe) lors de leur utilisation, chaque pilote est spécialisé pour effectuer une seule fonction. Les pilotes sont généralement petits et modulaires, ce qui signifie que ISIS offre de nouvelles fonctionnalités destinées à être introduites dans une application existante avec très peu de modification.
Il existe également un autre standard nommé TWAIN pour gérer les scanners.